# Final Fantasy: Die Mächte in dir
Final Fantasy: Die Mächte in dir (englischer Titel: Final Fantasy: The Spirits Within; japanischer Titel: ファイナルファンタジー Fainaru Fantajī bzw. FINAL FANTASY) ist ein Film des japanischen Regisseurs Hironobu Sakaguchi aus dem Jahr 2001. Er ist der erste vollständig computeranimierte Kinofilm mit einer weitgehend realistischen Darstellung von Menschen. Der Film startete am 23. August 2001 in den deutschen Kinos.

## Handlung
Im Jahr 2031 wird die Erde von einer Invasion außerirdischer Wesen, den sogenannten Phantomen, deren eigene Welt zerstört wurde, überrannt und fast vollständig verwüstet (der Film spielt im Jahr 2065, Dr. Ross erwähnt, dass die Phantome vor 34 Jahren die Erde erreichten). Die letzten großen Städte liegen unter riesigen Schutzschilden.
Die Wissenschaftlerin Dr. Aki Ross hat sich zum Ziel gesetzt, die Aliens zu vernichten. Ihr Mentor, Dr. Sid, hat herausgefunden, dass die Phantome ein spezifisches bioätherisches Wellenmuster erzeugen. Er glaubt, dass dieses Muster durch ein spiegelbildliches Gegenmuster neutralisiert und damit die Phantome vernichtet werden können. Zur Erzeugung dieses Wellenmusters benötigen er und Dr. Ross allerdings die passenden acht Komponenten, die er als Spirits bezeichnet; bioätherische Wellenmuster, die von Organismen erzeugt werden. Während Dr. Ross den sechsten Spirit in New York isoliert, wird sie von den Phantomen attackiert und kann nur knapp von einer Gruppe Marines, den „Deep Eyes“ gerettet werden. Captain der Marines ist ihr Ex-Freund Gray Edwards.
Während Dr. Ross und Dr. Sid an der Beschaffung der Spirits arbeiteten, hat auch das Militär eine Waffe gegen die Phantome entwickelt: die Zeus-Kanone. Auf einer Ratssitzung diskutieren General Hein, der Leiter des Zeus-Projektes und die beiden Doktoren mit den Ratsmitgliedern über den Einsatz ihrer jeweiligen Pläne. Von Hein argumentativ in die Ecke getrieben – er verlangt einen Beweis für die Theorie – enthüllt Dr. Ross, dass sie von einem Phantom infiziert wurde, die infektiösen Partikel in ihrem Körper aber durch das teilweise Wellenmuster an der Ausbreitung gehindert werden. Hein hat damit genau das, was er braucht, um diejenigen, die seinem Plan im Weg stehen, zu inhaftieren. Bei der Beschaffung des nächsten Spirits lässt er Dr. Ross beschatten. Zwar werden seine Leute getötet, aber nach ihrer Rückkehr werden sie tatsächlich festgenommen. Während der Inhaftierung rätseln sie über den wahren Grund, warum die Phantome auf der Erde sind. Es stellt sich heraus, dass es niemals eine Invasion war. Die Phantome führten auf ihrem Planeten einen Krieg, der mit der Zerstörung des Planeten endete. Ein großer Brocken des Planeten, auf dem noch Phantome lebten, flog dabei durchs All und traf nach einer langen Reise auf die Erde. Von den einst lebenden Phantomen sind nur noch ihre Geister übrig, die nun auf der Erde wandeln.
Um die Genehmigung für den Einsatz der Zeus-Kanone zu erhalten, sabotiert Hein die Barriere von New York. Da die Phantome jedoch nur noch aus ihrem bioätherischen Feld bestehen, bleiben sie nicht, wie Hein geplant hatte, in einem Abschnitt der Stadt, sondern breiten sich aus, indem sie durch die bioätherischen Energieleitungen wandern. Durch einen teilweisen Ausfall der Energieversorgung können Dr. Ross, Dr. Sid und die „Deep Eyes“ entkommen und sich zum Hangar durchschlagen, um aufzubrechen und den letzten verbleibenden Spirit zu beschaffen. Zum Zeitpunkt des Starts ist allerdings von den „Deep Eyes“ nur noch Captain Edwards am Leben; alle anderen sind den Phantomen zum Opfer gefallen.
Während Hein zur Zeus-Station aufbricht, finden Dr. Ross und Dr. Sid den letzten Spirit im Bereich des Kraters, in dem sich die Phantome befinden. Da Hein auf den Krater schießt, wird das Fahrzeug, von dem aus Dr. Ross und Captain Edwards das Wellenmuster projizieren wollen, zerstört. Nur Dr. Ross’ Brustplatte, die die Welle zur Eindämmung der Infektion emittiert, steht noch zur Verfügung. Da der direkte Kontakt mit den Phantomen Dr. Ross töten würde, opfert sich Captain Edwards, indem er sich als „Antenne“ für die Welle zur Verfügung stellt. Dr. Ross projiziert die Welle, und Captain Edwards nimmt direkten Kontakt mit den Phantomen auf. Er wird getötet, aber die Welle hat den gewünschten Effekt und neutralisiert die Phantome.

## Produktion
Der Film entstand im Auftrag und mit dem Kapital von Sony sowie als Teil des Spiele-Franchise Final Fantasy im Besitz des japanischen Videospiel-Unternehmens Square.
Der Film erregte bereits während seiner Produktion Aufsehen, da es zum ersten Mal gelang, computergenerierte Menschen weitgehend lebensecht darzustellen. Eine wichtige Rolle spielte dabei die intensive Nutzung von Motion Capture, mittels dessen die Bewegungen von echten Schauspielern auf virtuelle Figuren übertragen werden können.
Die Produktionskosten lagen bei rund 130 Millionen US-Dollar, dazu kamen weitere 30 Millionen US-Dollar für Werbung und Vermarktung. Aufgrund seiner weltweiten Einnahmen von rund 85 Millionen US-Dollar wurde der Film ein kommerzieller Misserfolg, er konnte jedoch durch einen verspäteten Erfolg v. a. im DVD-Format die Produktionskosten doch noch decken. Ursprünglich war noch eine Fortsetzung sowie ein Prequel geplant.

## Rezeption
In den Kinos floppte der Film, obwohl er mit seiner technischen Pionierleistung in der 3D-Animation beworben wurde. Insbesondere in Japan, wo der Film zwar nicht produziert, aber von der Branche stark wahrgenommen wurde, führte dies zu einem Trend wieder weg von immer realistischeren Animationen und zurück zur Optik von klassischer 2D-Animation, die daher noch heute für Anime prägend ist.

„Computergenerierte Darsteller mit fotorealistischen Zügen sind die Besonderheit des Science-Fiction-Films, der visuell nicht ohne Reiz versucht, die Prinzipien eines populären Videospiels auf die Kinoleinwand zu übertragen. Der grafisch durchaus ambitionierte Versuch leidet jedoch deutlich an der auf Dauer allzu ermüdenden Wiederholung gleichförmiger Kampfszenen.“

## Sonstiges
- Obwohl der Film „Final Fantasy“ im Titel trägt, gibt es nur vage thematische Beziehungen zur gleichnamigen Spielereihe.
- Die Figur Dr. Sid setzt die Final-Fantasy-Tradition fort, immer einen Charakter namens Cid (in diesem Fall mit „s“ gelesen) auftreten zu lassen. Das Fernbleiben von Wedge und Biggs bricht allerdings mit dieser Tradition.
- Im deutschen Fernsehen lief der Film zum ersten Mal am 18. Juli 2004 auf dem Sender ProSieben.
- Im Jahr 2005 entstand ein weiterer Final-Fantasy-Film mit dem Titel Final Fantasy VII: Advent Children, der jedoch mit „Die Mächte in dir“ keine inhaltlichen Gemeinsamkeiten hat.